# Feliniopsis subnigrata
Feliniopsis subnigrata là một loài bướm đêm trong họ Noctuidae.